# PAS Giannina
El Panepirotic Athletic Association Giannina (en griego: Πανηπειρωτικός Αθλητικός Σύλλογος Γιάννινα; traducido como Asociación Deportiva Pan-continental Ioannina) es un club de fútbol griego de la ciudad de Ioannina. Fue fundado en 1966 y juega en la Segunda Superliga de Grecia.

## Historia
El club fue fundado el 8 de julio de 1966 luego de la fusión de los equipos AO Ioanninon (fusión del Atromitos Ioanninon y Olympiacos Ioanninon en 1963) y PAS Averof.
El primer partido que jugó el club fue ante el Olympiakos FC, partido que perdieron 0-2 y su primer partido de carácter oficial lo jugaron ante el Pindos Konitsas por la Copa de Grecia, el cual ganaron 4-0.

## Entrenadores
- Kostas Choumis (1966–67)
- Gómez de Faria (1971–73)
- Nikos Alefantos (1973–74)
- Eduardo Ricagni (1974)
- Antonis Georgiadis (1974–76)
- Dobromir Zhechev (1976–77)
- Antonis Georgiadis (1977–79)
- Nikos Alefantos (1979)
- Jacek Gmoch (1979–1981)
- Giorgos Siontis (1981-1982)
- Petar Argirov (1982-1983)
- Gerhard Prokop (1983–84)
- Christos Archontidis (1984–1985)
- Gerhard Prokop (1985-1986)
- Takis Geitonas (1986-1987) (interino)
- Ab Fafié (1987)
- Stavros Diamantopoulos (1989-1990)
- Thanasis Dimitriadis (1990)
- Włodzimierz Lubański (1990)
- Tom Frivalski (1990)
- Stefanos Vasileiadis (1990) (interino)
- Petr Packert (1990-1991)
- Barry Hulshoff (1991)
- Stefanos Vasileiadis (1991) (interino)
- Giorgos Siontis (1991-1992)
- Thanasis Dimitriadis (1992)
- Anthimos Kapsis (1992-1993)
- Lazaros Giotis (1993)
- Dragan Kokotović (1993–1994)
- Nikos Kirgios (1994) (interino)
- Makis Katsavakis (1994)
- Vasilis Konstantinou (1994)
- Dobromir Zhechev (1994)
- Takis Grammeniatis (1994-1995)
- Dimitris Seitaridis (1994) junto a Grammeniatis
- Vasilis Papachristou (1995)
- Timo Zahnleiter (1995–1996)
- Dimitris Seitaridis (1996)
- Thanasis Dimitriadis (1996-1997)
- Vasilis Papachristou (1997-1998)
- Makis Katsavakis (1998)
- Nikos Kirgios (1998) (interino)
- Nikos Anastopoulos (1998-1999)
- Vasilis Papachristou (1999)
- Andreas Michalopoulos (1999-2000)
- Giorgos Foiros (2000)
- Georgios Paraschos (2000–2001)
- Andreas Bonovas (2001) (interino)
- Nikos Kovis (2001)
- Nikos Anastopoulos (2001)
- Stavros Mentis (2001)
- Horacio Cordero (2001)
- Giorgos Foiros (2001–2002)
- Giorgos Vazakas (2002)
- Vasilis Papachristou (2002)
- Nikos Anastopoulos (2002-2003)
- Pantelis Kolokas (2003) (interino)
- Bo Petersson (2003-2004)
- Sotiris Zavogiannis (2004) (interino)
- Jemal Gugushvili (2004)
- Goderdzi Natroshvili (2004)
- Pantelis Kolokas (2004) (interino)
- Thanasis Charisis (2004)
- Zoran Smileski (2004-2005)
- Petros Michos (2005)
- Giorgos Ladias (2005)
- Vasilis Xanthopoulos (2005)
- Giorgos Ladias (2005-2006)
- Ioannis Gounaris (2006)
- Nikos Anastopoulos (2006-2007)
- Giannis Papakostas (2007)
- Georgios Chatzaras (2007–2008)
- Periklis Amanatidis (2008)
- Thanasis Charisis (2008) (interino)
- Nikos Anastopoulos (2008)
- Guillermo Ángel Hoyos (2008–2009)
- Miltos Mastoras (2009) (interino)
- Georgios Paraschos (2009)
- Thimios Georgoulis (2009-2010) (interino)
- Nikos Anastopoulos (2010)
- Stéphane Demol (2010–2011)
- Giannis Christopoulos (2011) (interino)
- Angelos Anastasiadis (2011–2012)
- Giannis Christopoulos (2012-2013)
- Savvas Pantelidis (2013)
- Sakis Tsiolis (2013–2014)
- Giannis Petrakis (2014–2019)
- Argirios Giannikis (2019-)

## Palmarés

### Torneos nacionales
- Beta Ethniki (3):1974, 1986, 2002
- Gamma Ethniki (1):1998

## Participación en competiciones de la UEFA
| Temporada | Torneo               | Ronda              | Club                | Casa | Visita | Global |  |
| --------- | -------------------- | ------------------ | ------------------- | ---- | ------ | ------ |  |
| 1979–80   | Copa de los Balcanes | Fase de grupos     | FK Partizani Tirana | 3–0  | 0–2    | -      |  |
| 1979–80   | Copa de los Balcanes | Fase de grupos     | NK Rijeka           | 1–3  | 1–2    | -      |  |
| 1993–94   | Copa de los Balcanes | Semifinales        | KS Besa Kavajë      | 2–0  | 3–1    | 5–1    |  |
| 1993–94   | Copa de los Balcanes | Final              | Samsunspor          | 0–2  | 0–3    | 0–5    |  |
| 2016–17   | UEFA Europa League   | 2.ª clasificatoria | Odd                 | 3–0  | 1–3    | 4–3    |  |
| 2016–17   | UEFA Europa League   | 3.ª clasificatoria | AZ                  | 1-2  | 0-1    | 1-3    |  |